# Étienne-Gaspard Robert

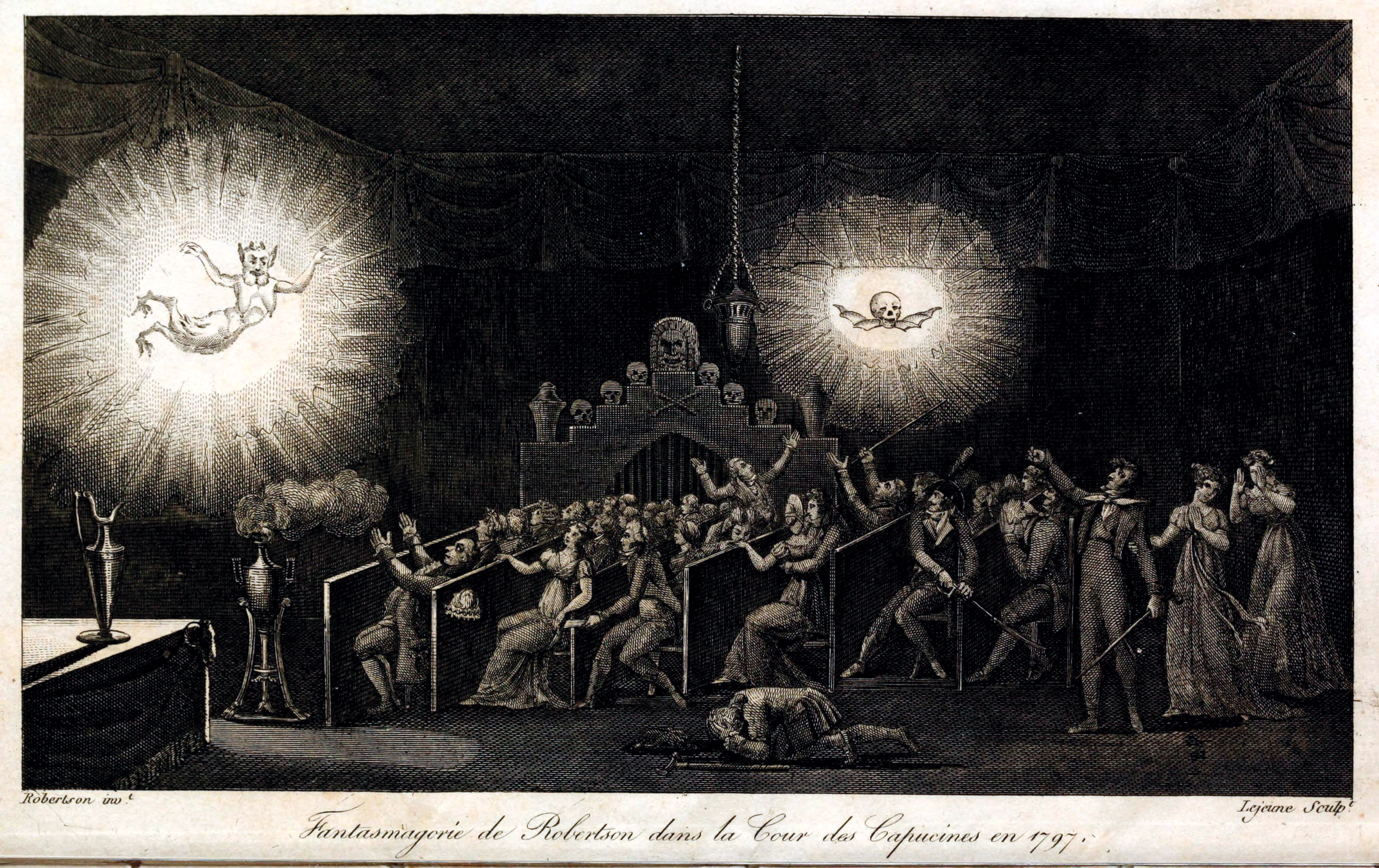
Robertsons Phantasmagoria am Cours des Capucines in Paris, 1797

Étienne-Gaspard Robert (* 15. Juni 1763 in Lüttich; † 2. Juli 1837 in Batignolles), auch bekannt unter seinen Bühnennamen Stephan Kaspar Robertson, war ein belgischer Zauberkünstler und Entwickler der Phantasmagoria. Sein Grab befindet sich auf dem Friedhof Père-Lachaise in Paris.

## Leben
Robert studierte in Löwen und spezialisierte sich auf die Optik. Als begabter Maler zog er nach Frankreich, nahm jedoch weiterhin an Vorlesungen zu naturwissenschaftlichen Themen teil. Durch seine Beschäftigung mit diesen Themen gelang ihm die Entwicklung von neuen Illusionsformen, die als Vorläufer der Kinematografie gelten und die er in Vorstellungen als Zauberkünstler seinem Publikum nahebrachte. Daneben trat er auch als Ballonfahrer in Erscheinung.

## Bücher
- E. G. Robertson. Mémoires récréatifs, scientifiques et anecdotiques du physicien aéronaute. Tome 1 & 2, Paris 1931 online: Band 1 / Band 2